# بيت أبو شرية (الحصن)

تعديل مصدري - تعديل

بيت أبو شرية هي إحدى قرى عزلة اليمانية العليا بمديرية الحصن التابعة لمحافظة صنعاء، بلغ تعداد سكانها 369 نسمة حسب تعداد اليمن لعام 2004.